# Alfonso Irigoyen
Alfonso Irigoyen Echevarría o en euskera, Alfonso Irigoien Etxebarria (Bilbao, 14 de noviembre de 1929-Bilbao, 16 de diciembre de 1996) fue un lingüista, escritor, versolari y académico español, con una extensa obra en euskera y español.

## Biografía
Licenciado en Filología románica por la Universidad de Salamanca, se doctoró en la misma universidad. En 1976 trabajó como profesor en la Facultad de Filosofía y Letras de la Universidad de Deusto. Miembro de la Real Academia de la Lengua Vasca desde 1957, secretario y director de la revista Euskera, tuvo un papel clave en la reorganización y pervivencia de la academia tras la posguerra. Participó en el Congreso de Aránzazu de 1968 donde defendió las tesis en apoyo de un euskera unificado. Reconocido como un experto lingüista del euskera, sus numerosos artículos de filología publicados en distintas revistas especializadas se reunieron más tarde en cinco volúmenes en la obra, De re Philologica lingua uasconicae: En torno a la toponimia vasca y circumpirenaica (Bilbao, 1986), Observaciones en torno a la obra Toponymie Basque de Jean-Baptiste Orpustan' (Bilbao, 1990), En torno a la evolución y desarrollo del sistema verbal vasco (Bilbao, 1985), Pertsona-izenak euskaraz nola eman (Bilbao, 1994) y Kultura-hitzak euskaraz: (lexikon culturale) et nomina exonomastica scribendi forma in lingua vasconum (Bilbao, 1995).  Unos meses antes de su muerte, en 1996, publicó su último libro: Bibliako eta Grezia Zaharreko pertsona-izenak.

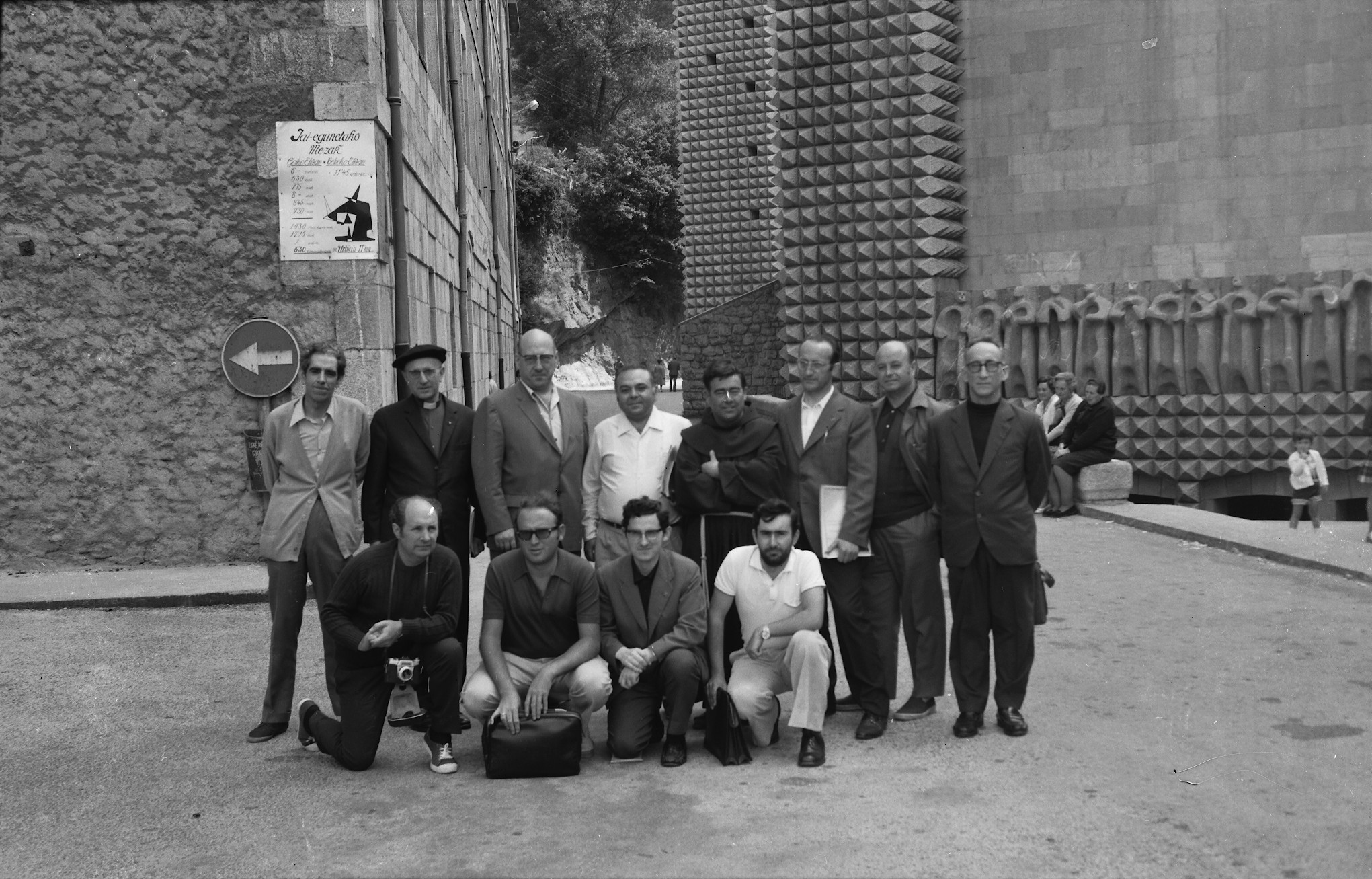
Los miembros de la Real Academia de la Lengua Vasca (Euskaltzaindia) reunidos en el santuario de Aránzazu en 1972. Arriba, de izquierda a derecha: Koldo Mitxelena, Iratzeder, Jean Haritxelhar, Alfonso Irigoyen, Luis Villasante, José María Satrústegi, Patxi Altuna e Imanol Berriatua. Debajo: Juan San Martín, José Luis Lizundia, Joseba Intxausti y Xabier Kintana.

Tuvo gran interés en el versolarismo, y contribuyó al renacimiento de los campeonatos de versolaris. Cultivó además, entre otras facetas artísticas, tanto la pintura y la escultura, como la poesía, recibiendo numerosos premios por su obra poética que comenzó a publicar a partir de 1979 con Herrian bizi gara.